# Кисегач (Чебаркуль)
Кисега́ч, официально Разъезд Кисега́ч (от баш. киҫеү (резать) и ағас (дерево) либо тат. кисү и агач) — упразднённый населённый пункт, вошедший в состав города Чебаркуль в Челябинской области России.

## География
Расположен в курортной зоне Чебаркульского района (Зеленая зона), в 82 км от Челябинска (в направлении Златоуста). Размещается на узком перешееке между озёрами Еловое и Чебаркуль. Между ними железнодорожные пути. Еловое омывает поселение с севера, а Чебаркуль — с юга. Озеро же Кисегач, одноимённое с разъездом, находится в 5 км севернее поселения. Разъезд граничит с Ильменским заповедником.

## История
В девятнадцатом веке, ещё до строительства железной дороги, была развилка. Один путь вёл к Чебаркульской станице, другой — к Миассу, третий — к фарфоровому заводу, что был на перешейке между озёрами Теренкуль и Большой Кисегач. В 1892 году построили железную дорогу и основали станцию Кисегач, хотя местные казаки и были против, даже писали жалобу царю.
Первое станционное здание для пассажиров было построено, вероятно, в 1915: при ремонте современного здания вокзала на фундаменте обнаружена эта дата.
В 1916 году ж. д. раз. Кисегач относился к Чебаркульской волости:26.
В 1928 году Кисегач входил в Чебаркульский сельсовет:5, Миньярский район:26
В марте 1944 года было принято решение об открытии комсомольского детского дома «Клуб имени Горького» на разъезде Кисегач, на 60 человек, в здании бывшего леспромхоза:10.
В 1951 году, когда рабочий посёлок Чебаркуль стал городом, вышло решение исполкома о включении в черту города разъезда Кисегач: «в черту города включить поселки Каменный карьер, Мисяш, УралВО,
разъезд Кисегач»:19. Официально Каменный Карьер и Мисяш вошли в состав города Указом Президиума Верховного РСФСР от 2 октября 1952 года.
В семидесятые и восьмидесятые годы набирал популярность Фестиваль бардовской песни на базе отдыха пединститута «Чайка», который постепенно перерос в фестиваль акустического рока. Два раза в год — в мае и ноябре — на берегу озера Чебаркуль состязались в своем искусстве молодые южноуральские менестрели.
На расположенной рядом с разъездом базе отдыха «Родничок» не раз собирались уфологии и астрологи на свои семинары. Возле железнодорожных путей прямо на скалистых выходах нарисован знак последователей учения Рериха.
Именно в разъезде Кисегач прошли первые Бажовские фестивали народного творчества. Участники размещались на бывшей территории профтехучилища, теперь на этом месте активно строятся дачи.

## Население

### Национальный и гендерный состав
Согласно предварительным итогам переписи переписи 1926 года:10, проживали 62 человека, из них 27 мужчин, 35 женщин:26. В национальной структуре населения русские составляли большинство, татары — вторая по численности национальность:26.

## Инфраструктура
Тяговая подстанция железной дороги Кисегач-тяговая.
детский санаторий «Каменный цветок».
ДОЛ «Искорка»
Дети учатся в МБОУ СОШ № 7

## Достопримечательности
Храм в честь святых мучениц Веры, Надежды, Любови и матери их Софии
https://735606.selcdn.ru/thumbnails/photos/2017/06/09/jrggokzdgncms0wj_1024.jpg
«Ансамбль кумысолечебницы: здание 1 (лечебный корпус) здание 2 (библиотека)
здание 3 (админист.корпус) здание 4 (лечебный корпус) здание 5 (водонапор.башня)
здание 6 (столовая) здание 7 (дом жилой) здание 8 (дом жилой)», рассматривается как выявленный объект культурного наследия